# Robert Szczepaniak
Robert Szczepaniak (Cransac, 4 aprile 1942) è un ex calciatore francese, di ruolo centrocampista.

## Carriera

### Nazionale
Ha collezionato cinque presenze con la propria Nazionale.